# بیکرویل (ویسکانسین)
بیکرویل (به انگلیسی: Bakerville) یک منطقهٔ مسکونی در ایالات متحده آمریکا است که در لینکلن واقع شده‌است. بیکرویل ۴۰۱٫۱۲ متر بالاتر از سطح دریا واقع شده‌است.